# Małgorzata Sabaudzka
Małgorzata Sabaudzka (wł. Margherita Maria Teresa Giovanna; ur. 20 listopada 1851 w Turynie, zm. 4 stycznia 1926 w Bordigherze) – królowa Włoch w latach 1878-1900 jako żona Humberta I. Była pierwszą królową Włoch po zjednoczeniu, ponieważ żona pierwszego króla, Wiktora Emanuela II – Maria Adelajda Habsburg – zmarła przed koronacją męża.
Ze względu na zamiłowanie do kupowania pereł i zgromadzenie ich pokaźnej kolekcji często nazywa się ją „królową pereł”.

## Życiorys

### Dzieciństwo i młodość

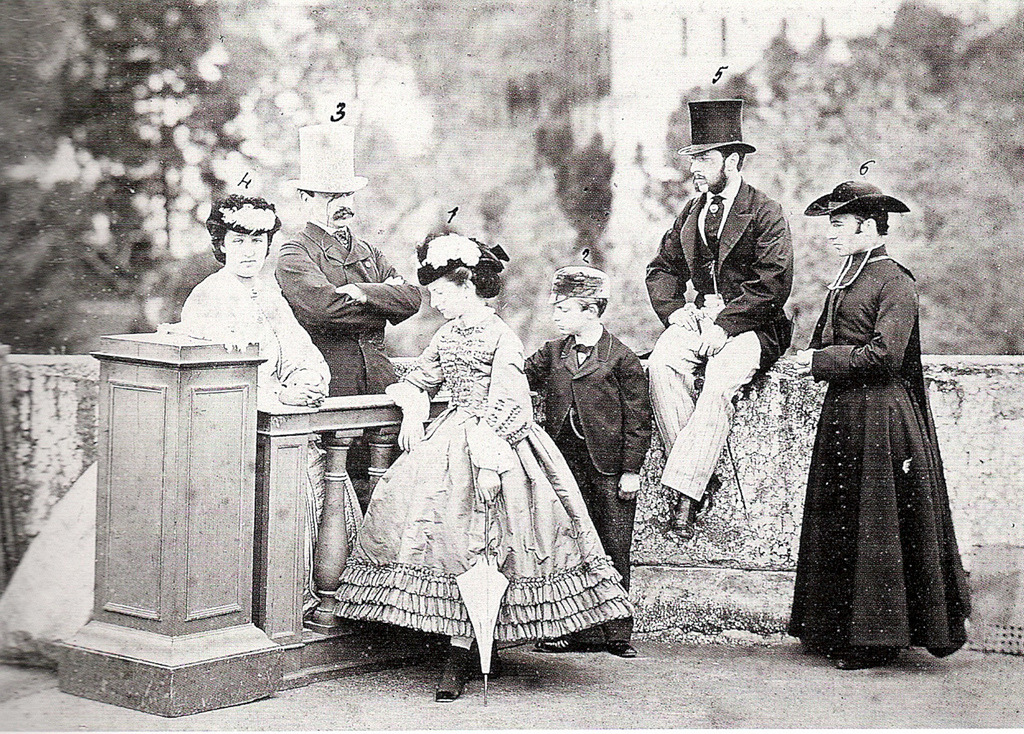
Małgorzata z młodszym bratem i opiekunami w latach 60. XIX wieku

Urodziła się 20 listopada 1851 roku o godz. 0.45 w Pałacu Królewskim w Turynie. Była najstarszym dzieckiem i jedyną córką Ferdynanda Sabaudzkiego (1822-1855), księcia Genui, oraz jego żony, Elżbiety Saksońskiej (1830-1912). Ze strony ojca w linii prostej była spokrewniona ze cesarzem rzymskim, Leopoldem II Habsburgiem (1747-1792), królem Neapolu i Sycylii, Ferdynandem I Burbonem (1751-1825) i królem Sardynii, Karolem Albertem (1798-1849), a ze strony matki – z księciem Parmy, Ferdynandem I Parmeńskim (1751-1802), królem Bawarii, Maksymilianem I Józefem (1756-1825) oraz królem Saksonii, Janem Wettynem (1801-1873).
Otrzymała imiona Małgorzata Maria Teresa Joanna (wł. Margherita Maria Teresa Giovanna). Imię Małgorzata było bardzo często nadawane dla córek władców Sabaudii – nosiły je: córka Tomasza I Sabaudzkiego, Małgorzata (1212–1270), córka Amadeusza V Wielkiego, Małgorzata (1280–1339), córka Amadeusza VIII, Małgorzata (1410–1479) oraz córka Karola Emanuela I Wielkiego, Małgorzata (1589–1655). Drugie imię – Maria – nosiła jej matka, babka, trzy prababki oraz pięć praprababek. Trzecie imię – Teresa – nosiła jej babcia i dwie prababcie. Czwarte imię – Joanna – nosiła Joanna Sabaudzka (1392–1460), która wyszła za mąż za Jana Jakuba Paleologa – praprawnuka Andronika II Paleologa, drugiego cesarza bizantyjskiego z dynastii Paleologów.

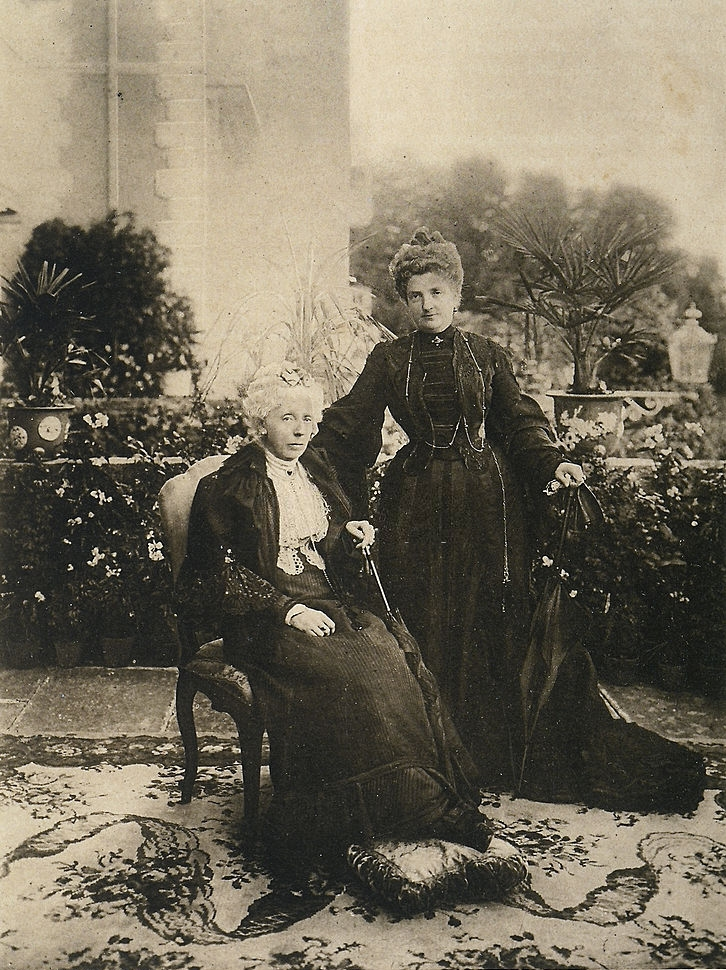
Małgorzata z matką (1903)

Małgorzata została ochrzczona w kaplicy Pałacu Królewskiego w Turynie w obecności Massima d’Azeglio, Alfonsa Ferrero La Marmora i Camilla Cavoura. Byli oni włoskimi politykami, którzy w późniejszych latach bardzo przyczynili się do zjednoczenia Włoch.
W 1855 roku matka Małgorzaty została wdową. Małgorzata i jej młodszy brat, Tomasz, spędzili dzieciństwo w Chiablese, skrzydle Pałacu Królewskiego w Turynie. Wkrótce ich matka ponownie wyszła za mąż. Wybrankiem Elżbiety był Nicolò Rapallo. Małżeństwo to nie spodobało się Wiktorowi Emanuelowi II, który postanowił – w ramach kary – uwięzić matkę Małgorzaty w Stresie. Przez pewien czas dziewczynka i jej młodszy brat byli więc oddzieleni od swojej matki.
Małgorzata kształciła się u hrabiny Clelii Monticelli di Casalrosso, która była bardzo surowa. Wkrótce zastąpiła ją jednak inna guwernantka, Rosa Arbesser. Małgorzata nawiązała z nią bardzo bliską więź. Nawet gdy była już dorosła, a baronowa Olimpia Savio zapytała „jak to się stało, że pozostając zawsze w ciasnej (...) atmosferze dworu, (...) wyrosła w tak różnych gustach, instynktach i przyzwyczajeniach”, Małgorzata bardzo duże zasługi przypisywała swojej ukochanej guwernantce.
Nauczycielami dziewczynki byli Cipriano Mottura, Andrea Tintori, Ernesto Allason, Carlo Uria i Stefano Tempia. Księżniczka uczyła się rysowania, grania na pianinie, historii i wiedzy o literaturze. W tym okresie Małgorzata zafascynowała się zwłaszcza poezją i sztuką –zachwycała się dziełami Dantego Alighieri, zwłaszcza Boską komedią. Oprócz tego w wieku piętnastu lat napisała krótki wiersz o tematyce średniowiecznej zatytułowany Le Gantelet.
Małgorzata od dzieciństwa była bardzo żarliwą katoliczką. 10 czerwca 1863 roku przyjęła pierwszą komunię świętą w kaplicy pałacu Chiablese, skrzydle Pałacu Królewskiego w Turynie, a w 1866 roku przyjęła bierzmowanie na zamku w Agliè. Prawdopodobnie była zakochana w bracie swojego przyszłego męża, Amadeuszu. Badacze poparli tę tezę, chociaż nie ma na to żadnych niezbitych dowodów. W 1862 roku, podczas wesela Marii Sabaudzkiej i króla Portugalii, Ludwika I, Małgorzata miała wpatrywać się tylko w Amadeusza. Wtedy też po raz pierwszy zobaczyła Humberta, swojego przyszłego męża. Najprawdopodobniej nie zamieniła z nim żadnego słowa – sądziła, że ta znajomość nie będzie kontynuowana.

### Małżeństwo

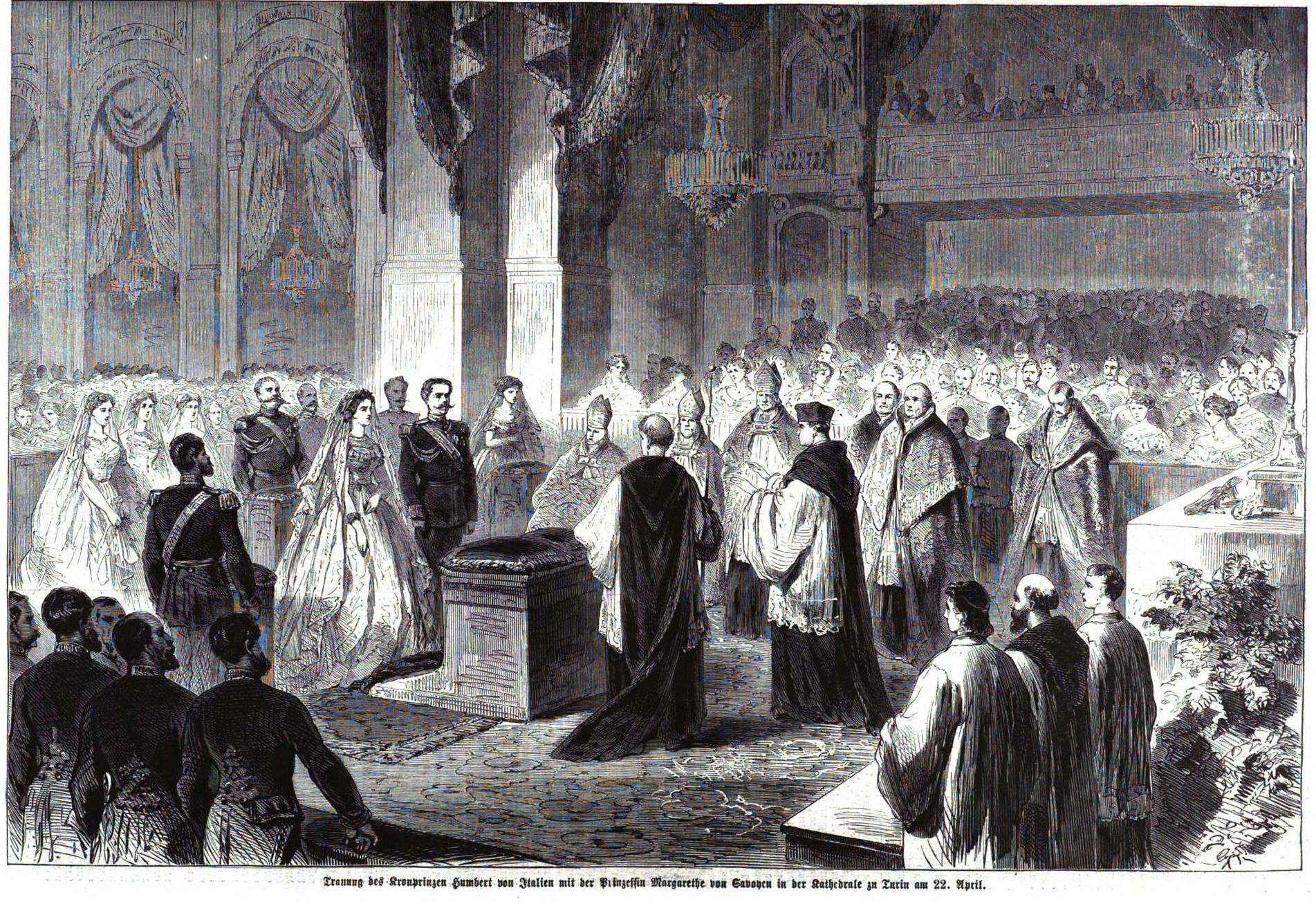
Ślub Małgorzaty i Humberta (1868)

W 1864 r. polityk włoski, Filippo Gualterio, jako pierwszy zasugerował królowi Włoch, Wiktorowi Emanuelowi II, małżeństwo jego syna, Humberta, z Małgorzatą. Księżniczka miała wtedy jednak tylko trzynaście lat i plany nie zostały zrealizowane, a w pewnym momencie o nich zapomniano. Kilka lat później na żonę Humberta Wiktor Emanuel II wytypował Matyldę Habsburg – do małżeństwa jednak nie doszło, ponieważ osiemnastolatka zmarła tragicznie w czerwcu 1867 roku. W tej sytuacji ponownie – za sprawą premiera i ministra spraw zagranicznych Włoch, Luigiego Federica Menabrea – zaczęto rozważać małżeństwo następcy włoskiego tronu z Małgorzatą.
Po odrzuceniu propozycji małżeństwa ze strony przyszłego króla rumuńskiego, Karola I, Małgorzata zgodziła się wyjść za mąż za swojego kuzyna i ostatecznie w 1868 roku odbył się ślub księżniczki z Humbertem. 21 kwietnia w Pałacu Królewskim w Turynie odbyła się ceremonia cywilna, a dzień później w katedrze turyńskiej – ceremonia religijna zaślubin.

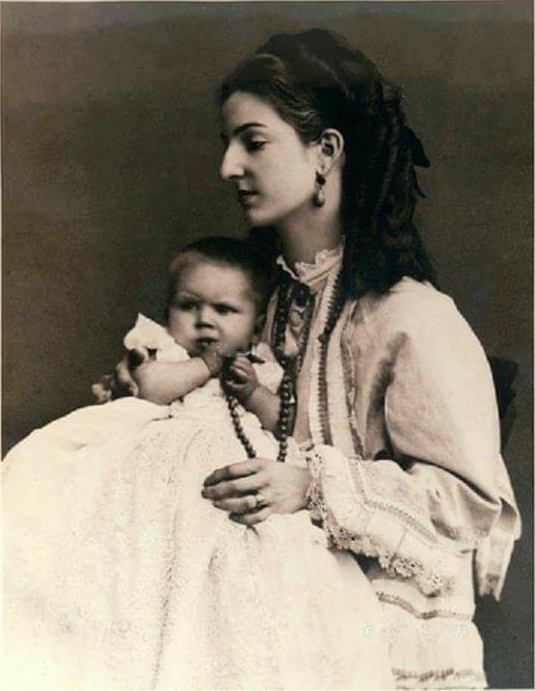
Małgorzata z synem (1871)

Relacje pomiędzy małżonkami od początku determinował romans Humberta z Eugenią Attendolo Bolognini. Następcę włoskiego tronu i jego kochankę najprawdopodobniej łączyło głębokie uczucie, ponieważ po tym, gdy Małgorzata 11 listopada 1869 roku urodziła jedynego syna, Wiktora Emanuela, mąż odsunął się od niej i nastąpił między nimi całkowity rozpad pożycia. Wydaje się jednak, że Małgorzata akceptowała taki stan rzeczy – małżonkowie godnie reprezentowali Włochy, byli ze sobą bardzo zgodni, a Humbertowi zdarzało się nawet polegać na niej politycznie.
Z powodu braku królowej Małgorzata została „pierwszą damą” Włoch i otrzymała wiele obowiązków reprezentacyjnych. Podczas swoich występów we Włoszech, aby rozbudzić popularność królewskiego domu, a tym samym włoskie poczucie narodowe, starała się nosić tradycyjne lokalne stroje i okazywać zainteresowanie lokalnymi zwyczajami, tradycjami i kulturą, co sprawiło, że była tak popularna, że zdołała przyćmić popularność męża.
Po południu 23 stycznia 1871 roku Małgorzata z mężem przybyli do Rzymu, który w wyniku Risorgimento stał się nową stolicą Królestwa Włoch. Ludność – mimo ulewnego deszczu – zebrała się i należycie powitała następcę włoskiego tronu i jego żonę. Wcześniej, tego samego dnia rano, teść Małgorzaty, król Włoch, Wiktor Emanuel II, nie doczekał się tak entuzjastycznego przyjęcia. 
Swoją popularność Małgorzata zawdzięczała również swoim spotkaniom z różnymi naukowcami oraz przedstawicielami włoskiej arystokracji. Spotkania odbywały się w czwartki i bardzo szybko zyskały rozgłos – uczęszczali na nie między innymi: niemiecki historyk specjalizujący się w dziejach starożytnego Rzymu, Ferdinand Gregorovius, a także dwukrotny premier Włoch, a zarazem bliski przyjaciel Małgorzaty, Marco Minghetti.
W 1872 roku Małgorzata została matką chrzestną najmłodszej córki swojego bliskiego przyjaciela, cesarza niemieckiego, Fryderyka III – Małgorzaty, która otrzymała po niej imię. Pobyt w Niemczech skłonił ją do refleksji, a w następstwie do sformułowania słynnej frazy: „We Włoszech każdy dowodzi, w Niemczech każdy jest posłuszny”.

### Królowa Włoch
9 stycznia 1878 roku zmarł Wiktor Emanuel II, Humbert został królem, a Małgorzata – pierwszą królową Włoch po zjednoczeniu. Po zakończeniu oficjalnej sześciomiesięcznej żałoby po śmierci teścia, towarzyszyła mężowi w podróży po kraju, gdzie urok młodej królowej zjednał sobie tłumy. Małgorzatę podziwiali nawet ci, którzy sprzeciwiali się monarchii.
Sytuacja w państwie była jednak w dalszym ciągu napięta, czego dowiódł (nieudany) zamach na nowego króla przeprowadzony przez Giovanniego Passannante 17 listopada 1878 roku. Król przeżył atak, a zamachowiec został zatrzymany. Zapytany, czy aprobuje, by w swojej obronie uchodził za szaleńca, Passannante odpowiedział: „Nie boję się śmierci, nie chcę wyjść na wariata, z chęcią poświęcę swoje życie moim zasadom”.
Zamach na męża bardzo wstrząsnął Małgorzatą. Królowa we wrześniu 1879 roku wyjechała do Bordighery, aby nabrać sił. Tam pozostała przez kilka miesięcy, do stycznia 1880 roku. Pobyt ten sprawił, że kobieta zauroczyła się okolicami Bordighery i w późniejszych latach często tam powracała.

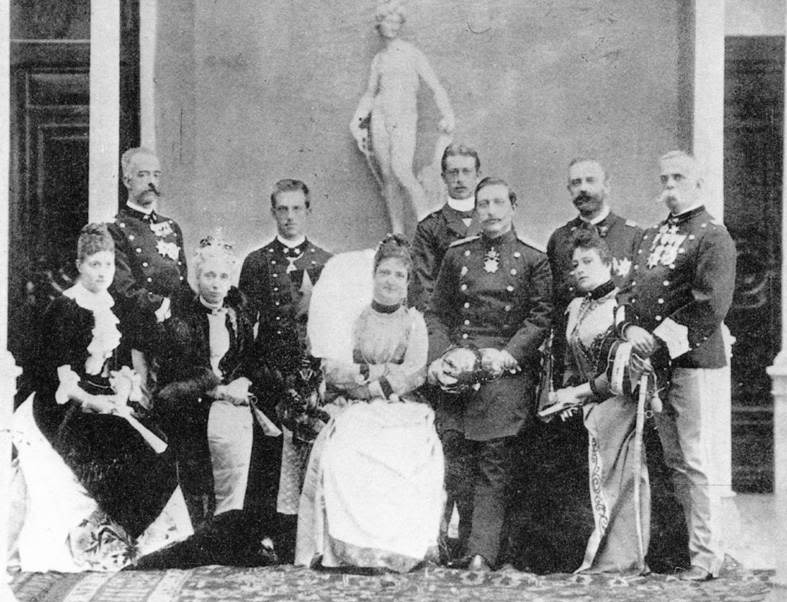
Włoska rodzina królewska w czasie wizyty cesarza Niemiec, Wilhelma II, w Rzymie (1888)

Małgorzata bardzo szybko stała się królową uwielbianą przez naród ze względu na swą dobroć i pobożność. Nowa władczyni wprowadziła istotne zmiany na dworze, dotychczas dość surowym i prostym, organizując między innymi wystawne bale, które przyciągały licznych gości. Warto dodać, że na dworze znany był dowcip, że król Humbert jest jedynie „il principe consorte della Regina Margherita” (wł. księciem-małżonkiem królowej Małgorzaty). Było to bardzo dalekie od prawdy, ponieważ kobieta nie angażowała się do tego stopnia w politykę, ale sam fakt istnienia tego żartu obrazuje, jak bardzo ważna była Małgorzata dla włoskiej monarchii.
Wspierała artystów i pisarzy, fundowała instytucje kulturalne np. Società del Quartetto oraz Casa di Dante.

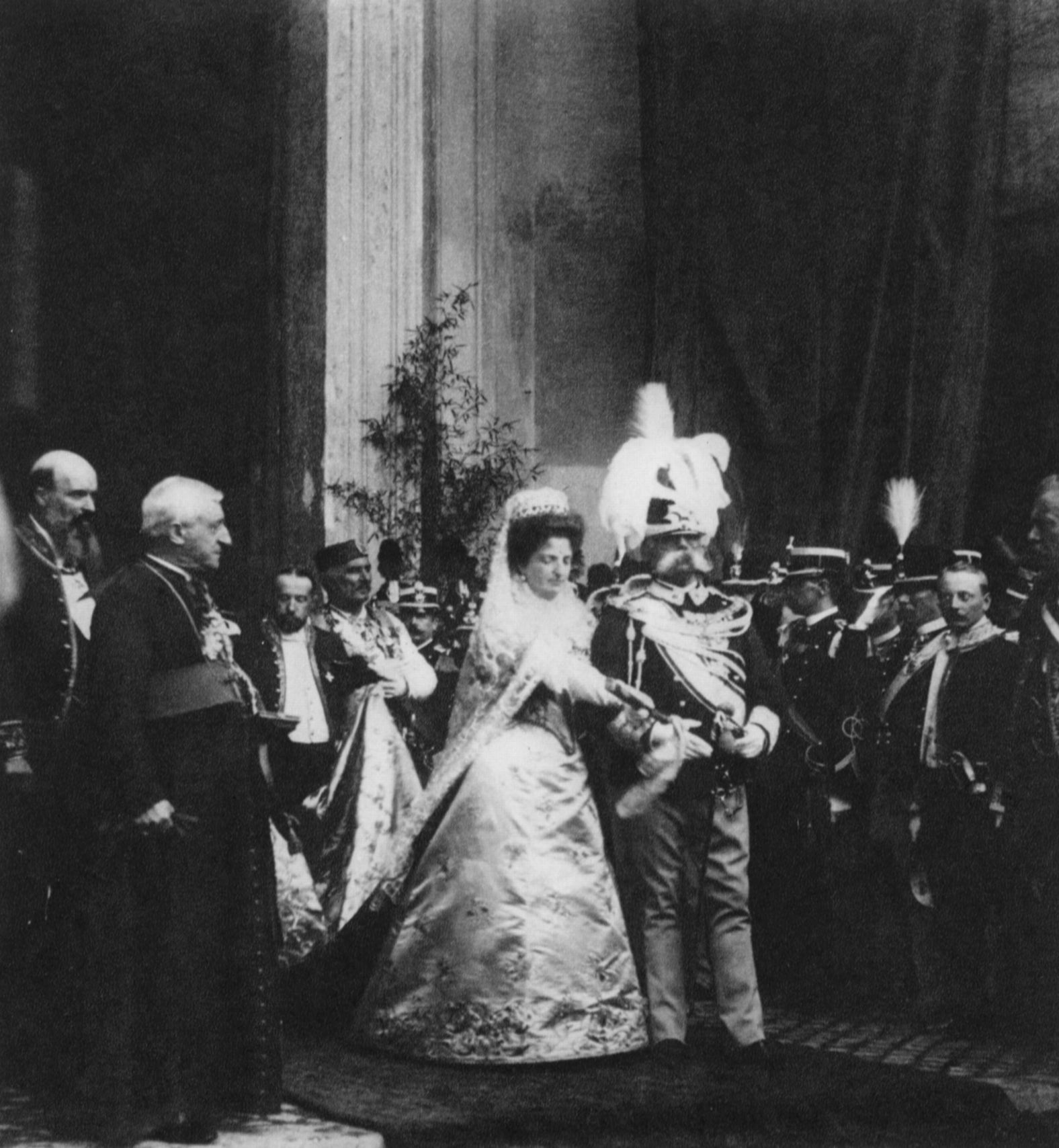
Małgorzata z mężem na ślubie syna (1896)

Królowa aktywnie brała udział w różnych charytatywnych przedsięwzięciach. Często odwiedzała i działała jako dobroczyńca szpitali, szkół i placówek dla dzieci i niewidomych (w 1892 roku we Florencji pod jej patronatem powstała pierwsza biblioteka dla niewidomych). Ponadto zapewniała różnego rodzaju stypendia naukowe – dzięki niej w Conservatorio di Milano uczył się Giacomo Puccini, który z czasem stał się jednym z najwybitniejszych kompozytorów operowych wszech czasów.
W tym okresie mąż Małgorzaty – kontynuując swój związek z kochanką, Eugenią – nawiązał romans z hrabiną Vincenzą Publicola-Santacroce, a jedyny syn kobiety – przyszły król Wiktor Emanuel III – ożenił się z Heleną Petrowić-Niegosz. Królowa natomiast zwróciła większą uwagę na politykę – w przeciwieństwie do męża, zdecydowanie poparła wybuch wojny włosko-abisyńskiej (1894–1896). Oprócz tego, będąc zarazem konserwatystką i monarchistką popierała działania ówczesnego premiera Włoch, Francesca Crispi, który w trakcie swoich rządów zdelegalizował partię socjalistyczną i spacyfikował wystąpienia robotników oraz zubożałych chłopów sycylijskich (fasci rivoluzionari, 1893-1894). Królowa poparła również represje zastosowane wobec uczestników zamieszek w Mediolanie w 1898 roku.

### Wdowieństwo
29 lipca 1900 roku para królewska odwiedziła Monzę, aby świętować zakończenie zawodów gimnastycznych. Tego samego dnia późnym wieczorem mąż Małgorzaty, Humbert I, został zamordowany przez włoskiego anarchistę, Gaetano Bresciego. Król zdążył wyszeptać: „Myślę, że jestem ranny” (wł. „Credo di essere ferito!”), a kilka chwil później już nie żył. Zabójca później wyznał, że atakiem na monarchę chciał pomścić ofiary strajku robotniczego z 1898 roku w Mediolanie, podczas których generał Bava Beccaris użył przeciw protestującym armat.

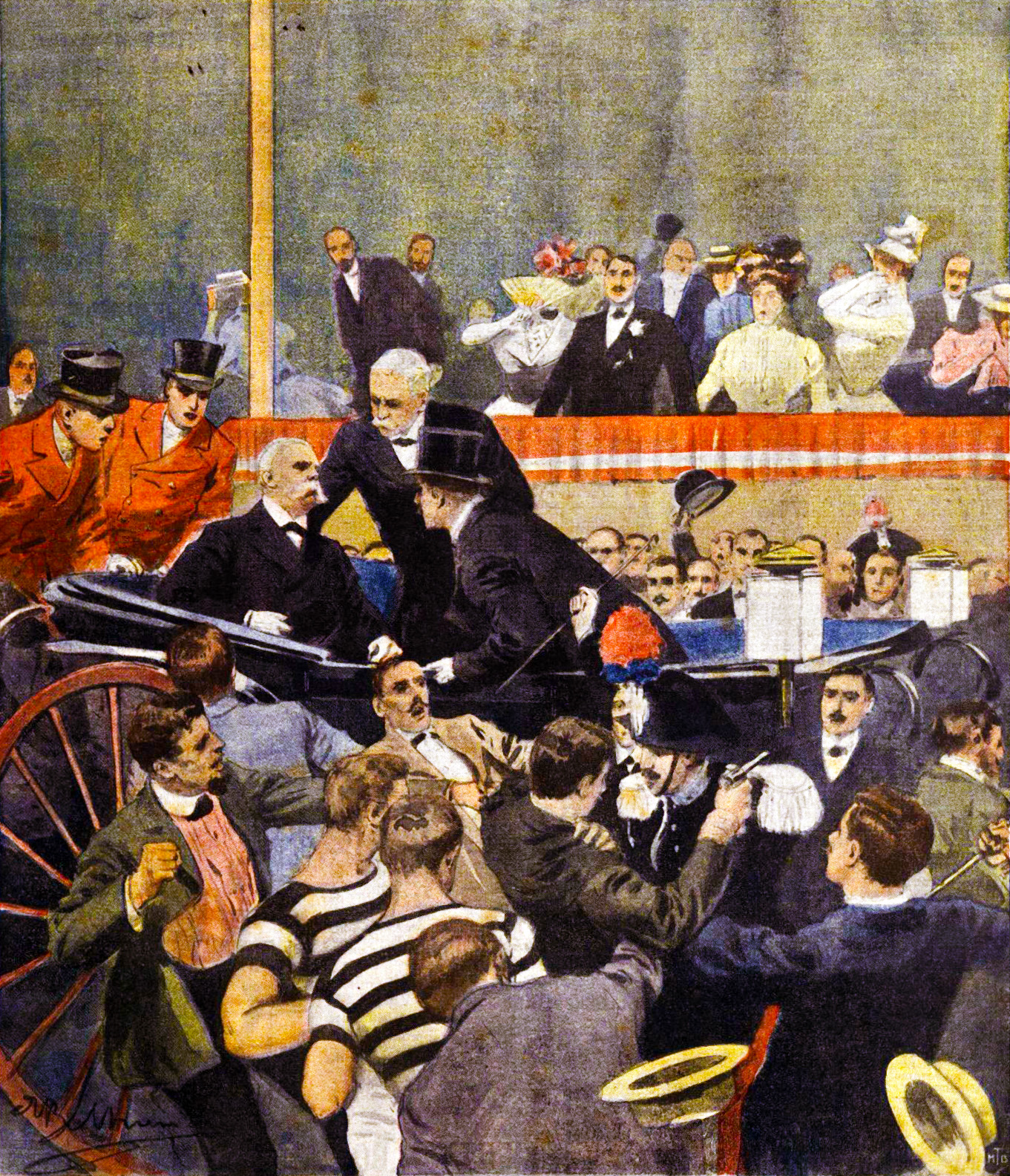
Śmierć Humberta I, męża Małgorzaty (1900)

Królowa bardzo przeżyła śmierć męża. Po tym, gdy zobaczyła jego ciało miała powiedzieć: „Zabili cię – któryś tak bardzo kochał swój lud! Byłeś taki dobry, nie czyniłeś nikomu nic złego i zabili cię! To jest największa zbrodnia stulecia!” (wł. „Hanno ucciso te, che tanto amavi il tuo popolo! Eri tanto buono, non facesti male a nessuno e ti hanno ucciso! Questo è il più gran delitto del secolo!”).
Jako matka nowego króla – Wiktora Emanuela III – Małgorzata odsunęła się w cień, a obowiązki małżonki króla przejęła jej synowa, Helena Petrowić-Niegosz. Poświęciła się za to działalności charytatywnej, wspieraniu artystów oraz zakładaniu instytucji kulturalnych.
Dwanaście lat po śmierci męża, 14 sierpnia 1912 roku, zmarła matka Małgorzaty, 82-letnia Elżbieta Saksońska. W ciągu dwóch dni agonii królowa cały czas przebywała z matką.
Starała się – w miarę swoich możliwości – chronić tradycje monarchiczne wbrew tendencjom demokratycznym. Wiktor Emanuel III nie chciał, aby jego matka miała jakiś większy wpływ na sprawy państwowe, ale Małgorzata do końca życia była zaangażowana w politykę. W przeciwieństwie jednak do większości włoskich nacjonalistów – była przeciwna wybuchowi I wojny światowej. Gdy jednak do niej doszło, Małgorzata zaangażowała się w działalność Czerwonego Krzyża, a jedną ze swoich rezydencji zamieniła na szpital.
Po zakończeniu wojny obawiała się komunizmu i końca monarchii, dlatego popierała faszyzm i politykę Benita Mussoliniego.
Zmarła 4 stycznia 1926 roku w Bordigherze. Została pochowana w Panteonie.

## Małżeństwo i potomstwo

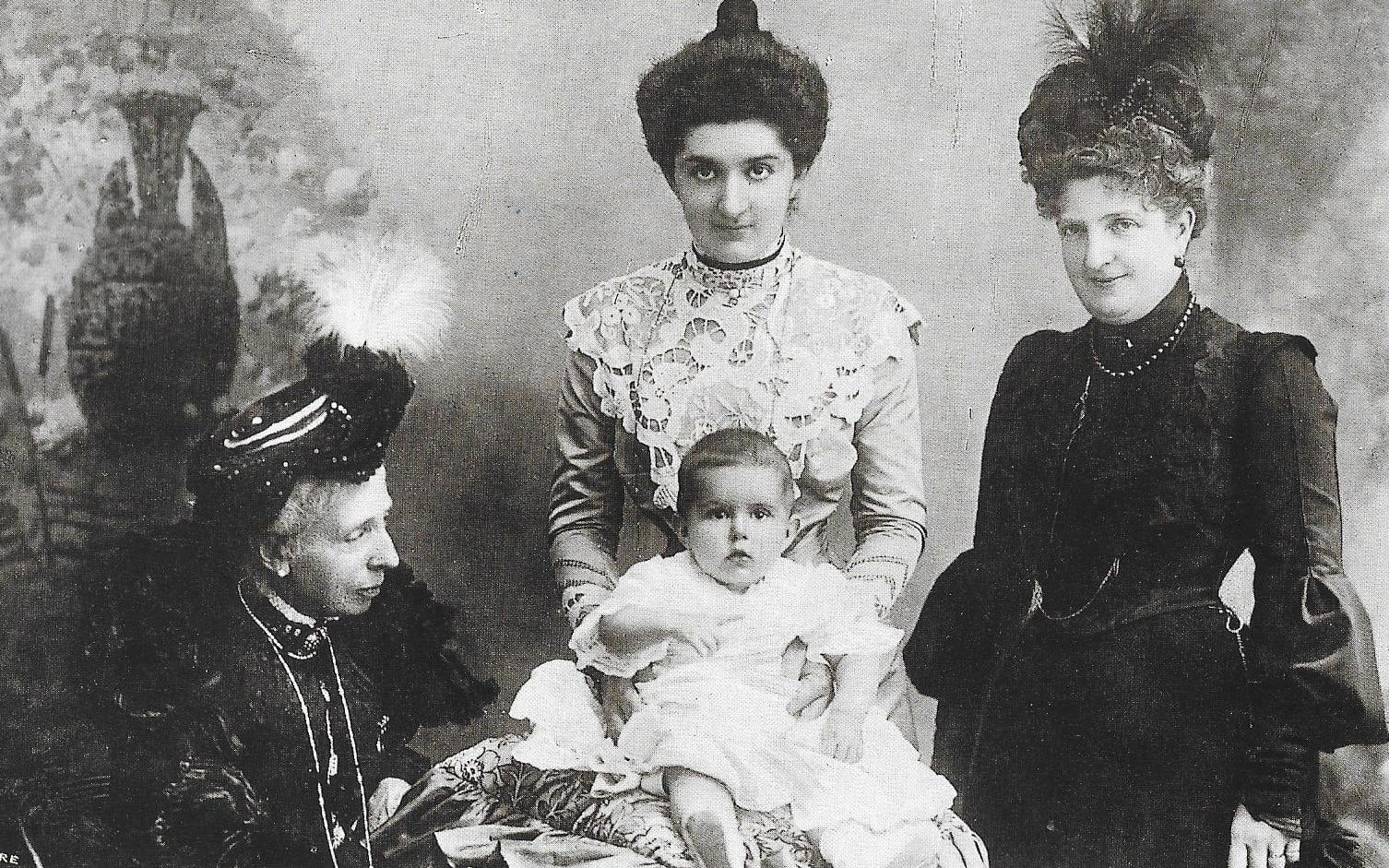
Małgorzata z matką, synową i wnukiem, Humbertem (1905)

W 1868 roku wyszła za mąż za swojego kuzyna, przyszłego króla Włoch, Humberta I.
Mieli jednego syna:
- Wiktor Emanuel (wł. Vittorio Emanuele Ferdinando Maria Gennaro; ur. 11 listopada 1869 w Neapolu, zm. 28 grudnia 1947 w Aleksandrii) – przyszły król Włoch jako Wiktor Emanuel III.

## Upamiętnienie

### Margheritismo
W latach 80. XIX nastała moda na margheritismo – nazywanie różnych przedmiotów na cześć królowej Małgorzaty.

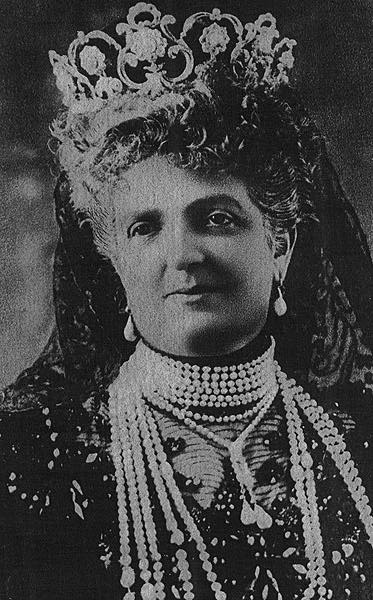
„Królowa pereł” w tiarze Musy i perłowych kolczykach (1915)

- Ludwik Amadeusz Sabaudzki nazwał na jej cześć, liczący 5109 m n.p.m.[29] najwyższy szczyt w masywie Góry Stanleya (trzeci pod względem wysokości szczyt w Afryce), Szczytem Małgorzaty[30].

- Margherita di Savoia – miejscowość i gmina we Włoszech, w regionie Apulia, w prowincji Barletta-Andria-Trani. Położone nad morzem Adriatyckim.
- Margherita di Savoia[31] – salina.
- Abbaja Hajk lub Jezioro Małgorzaty – jezioro tektoniczne w południowej Etiopii, w Rowie Abisyńskim (Wielkie Rowy Afrykańskie).
- Pierwsza szkoła publiczna w Zjednoczonych Włoszech, „Regina Margherita”. Znajduje się w sercu dzielnicy w Rzymie i został zainaugurowany przez samą królową w 1888 roku.
- Corso Regina Margherita – jedna z głównych arterii Turynu.
- Model maszyny do szycia został nazwany na cześć króllowej – „Regina Margherita”.

### Pizza Margherita
Pierwsza współczesna pizza miała powstać w 1889, kiedy Neapol odwiedziła Małgorzata Sabaudzka wraz z mężem. Tamtejszy piekarz, niejaki Raffaele Esposito, przygotował na jej cześć specjalną potrawę – pizzę, w której podstawowymi składnikami były:
- pomidory (czerwień),
- ser mozzarella (biel),
- bazylia (zieleń).

Składniki te reprezentowały narodowe barwy Włoch. Esposito nazwał ją Margherita na cześć królowej Małgorzaty. Do dziś jest to nazwa najpopularniejszej i najprostszej wersji pizzy.

## Tytulatura
20 listopada 1851 – 21 kwietnia 1868: Jej Królewska Wysokość księżniczka Małgorzata Sabaudzka
21 kwietnia 1868 – 9 stycznia 1878: Jej Królewska Wysokość księżna Piemontu
09 stycznia 1878 – 29 lipca 1900: Jej Królewska Mość królowa Włoch
29 lipca 1900 – 4 stycznia 1926: Jej Królewska Mość królowa Małgorzata

## Odznaczenia
- Order Maltański – Krzyż Wielki (SMOM)[33]
- Order Krzyża Gwiaździstego (Austria)[33]
- Order Teresy (Bawaria)[33]
- Order Królowej Marii Luizy (Hiszpania)

## Genealogia
| Prapradziadkowie                                | Wiktor Amadeusz II Sabaudzki-Carignano (1743-1780) ∞1768 Józefina Teresa Lotaryńska-Brionne | Karol Krystian Wettyn (1733-1796) ∞1760 Franciszka Krasińska (1742-1796)              | Leopold II Habsburg (1747-1792) ∞1764 Maria Ludwika Burbon (1745-1792)                     | Ferdynand I Burbon (1751-1825) ∞1768 Maria Karolina Habsburg (1752-1814)                   | Fryderyk Krystian Leopold Wettyn (1722-1763) ∞1747 Maria Antonina Wittelsbach (1724-1780) | Ferdynand I Parmeński (1751-1802) ∞1769 Maria Amalia Habsburg (1746-1804)  | Fryderyk Michał Wittelsbach (Pfalz-Birkenfeld) (1724-1767) ∞1746 Maria Franciszka Wittelsbach (Pfalz-Sulzbach) (1724-1794) | Karol Ludwik Badeński (1755-1801) ∞1775 Amalia Fryderyka z Hesji-Darmstadt (1754-1832)    |
| Pradziadkowie                                   | Karol Emanuel Sabaudzki-Carignano (1770-1800) ∞1797 Maria Krystyna Wettyn (1770-1851)       | Karol Emanuel Sabaudzki-Carignano (1770-1800) ∞1797 Maria Krystyna Wettyn (1770-1851) | Ferdynand III Toskański (1769-1824) ∞1790 Luiza Maria Amelia Teresa Sycylijska (1773-1802) | Ferdynand III Toskański (1769-1824) ∞1790 Luiza Maria Amelia Teresa Sycylijska (1773-1802) | Maksymilian Wettyn (1759-1838) ∞1792 Karolina Burbon-Parmeńska (1770-1804)                | Maksymilian Wettyn (1759-1838) ∞1792 Karolina Burbon-Parmeńska (1770-1804) | Maksymilian I Józef Wittelsbach (1756-1825) ∞1797 Karolina Fryderyka Badeńska (1776-1841)                                  | Maksymilian I Józef Wittelsbach (1756-1825) ∞1797 Karolina Fryderyka Badeńska (1776-1841) |
| Dziadkowie                                      | Karol Albert Sabaudzki (1798-1849) ∞1817 Maria Teresa Toskańska (1801-1855)                 | Karol Albert Sabaudzki (1798-1849) ∞1817 Maria Teresa Toskańska (1801-1855)           | Karol Albert Sabaudzki (1798-1849) ∞1817 Maria Teresa Toskańska (1801-1855)                | Karol Albert Sabaudzki (1798-1849) ∞1817 Maria Teresa Toskańska (1801-1855)                | Jan Wettyn (1801-1873) ∞1822 Amelia Augusta Wittelsbach (1801-1877)                       | Jan Wettyn (1801-1873) ∞1822 Amelia Augusta Wittelsbach (1801-1877)        | Jan Wettyn (1801-1873) ∞1822 Amelia Augusta Wittelsbach (1801-1877)                                                        | Jan Wettyn (1801-1873) ∞1822 Amelia Augusta Wittelsbach (1801-1877)                       |
| Rodzice                                         | Ferdynand Sabaudzki (1822-1855) ∞1850 Elżbieta Saksońska (1830-1912)                        | Ferdynand Sabaudzki (1822-1855) ∞1850 Elżbieta Saksońska (1830-1912)                  | Ferdynand Sabaudzki (1822-1855) ∞1850 Elżbieta Saksońska (1830-1912)                       | Ferdynand Sabaudzki (1822-1855) ∞1850 Elżbieta Saksońska (1830-1912)                       | Ferdynand Sabaudzki (1822-1855) ∞1850 Elżbieta Saksońska (1830-1912)                      | Ferdynand Sabaudzki (1822-1855) ∞1850 Elżbieta Saksońska (1830-1912)       | Ferdynand Sabaudzki (1822-1855) ∞1850 Elżbieta Saksońska (1830-1912)                                                       | Ferdynand Sabaudzki (1822-1855) ∞1850 Elżbieta Saksońska (1830-1912)                      |
| Małgorzata Sabaudzka (1851-1926), królowa Włoch |                                                                                             |                                                                                       |                                                                                            |                                                                                            |                                                                                           |                                                                            | |                                                                                           |